# Our Lips Are Sealed
"Our Lips Are Sealed" é uma canção co-escrita por Jane Wiedlin, guitarrista do The Go-Go's, e Terry Hall, vocalista do The Specials e Fun Boy Three. Foi gravada pela primeira vez por The Go-Go's como a faixa de abertura do álbum Beauty and the Beat (1981) e foi seu primeiro single americano em junho de 1981. A canção alcançou as 5 melhores na Austrália e no Canadá, e as 20 melhores nos Estados Unidos. Embora originalmente escrita e executada com três versos, uma versão abreviada da música aparece em Beauty and the Beat.
Em 1983, a banda de Terry Hall, Fun Boy Three, lançou sua versão de "Our Lips Are Sealed". Lançada como single, a faixa se tornou um dos dez mais vendidos no Reino Unido e continua sendo a versão mais conhecida de "Lips" naquele país. A gravação da faixa pela The Go-Go's, enquanto um grande sucesso em outros lugares, só alcançou o número 47 no Reino Unido.
Em 2000, a Rolling Stone nomeou "Our Lips Are Sealed", uma das 100 Maiores Canções Pop de todos os tempos.

## Origem
The Go-Go's estavam acompanhando The Specials na última turnê de 1980 nos Estados Unidos. De acordo com Wiedlin, ela e Hall tiveram um breve romance apesar dele ter uma namorada na Inglaterra e isso levou a co-escrever a música. A versão de The Go-Go's é significativamente mais otimista do que a de Fun Boy Three, que Wiedlin descreve como "ótima", mas também "mais sombria".

## Vídeo musical
O vídeo musical que acompanha a canção apresenta sequências de membros da banda em quadros despreocupados (passeando em um conversível, parando em uma loja de lingerie e pulando em um chafariz) intercalados com imagens da banda se divertindo num clube.
Jane Wiedlin diz que a banda inicialmente não estava entusiasmada em fazer o vídeo quando Miles Copeland, presidente da gravadora I.R.S. Records, disse que eles iriam faze-lo. "Nós éramos totalmente malcriados", lembra ela. O vídeo foi financiado com fundos não utilizados do orçamento de vídeo do The Police.
O conceito era para a banda dirigir e ser seguida por uma câmera. Belinda Carlisle cantava, e os outros membros faziam coisas fofas. Eles queriam um conversível de estilo antigo e encontraram um Buick 1960 no Rent-a-Wreck. Foi, diz Wiedlin, ideia da banda encerrar o vídeo pulando na Electric Fountain, na esquina da Wilshire com a Santa Monica Boulevards, em Beverly Hills. "Eu pensei que, a qualquer momento, os policiais viriam. Isso vai ser tão legal".
Wiedlin relembra a experiência de vídeo com carinho. "Eu tenho cabelo de poodle horrível dos anos 80 [nele]", ela lembrou numa história de 2011 da MTV. "Mas há uma simplicidade e inocência no vídeo que me atrai." Em uma sequência, Belinda Carlisle pode ser vista tentando se esconder; mais tarde, ela admitiu que isso era intencional, já que ela achava que a ideia de um videoclipe era ridícula e dificilmente pegaria.

## Desempenho nas tabelas musicais
A versão original chegou ao número 20 na tabela Billboard Hot 100, e quinze na Billboard Top Rock Tracks. Na parada dance, a canção chegou ao número 10. Canção de sucesso incomum de longevidade, "Our Lips Are Sealed" permaneceu nas paradas da Billboard até março de 1982, muito depois de sua maior posição, finalmente aparecendo por 30 semanas.
| Tabela musical (1981–82)                              | Melhor posição |
| ----------------------------------------------------- | -------------- |
| Austrália (Kent Music Report)                         | 2              |
| Canadá (Nielsen SoundScan)                            | 3              |
| Canadá (RPM Canada Top 100)                           | 3              |
| Estados Unidos (Billboard Hot 100)                    | 20             |
| Estados Unidos (Billboard Disco Top 80)               | 10             |
| Estados Unidos (Billboard Hot Mainstream Rock Tracks) | 15             |
| Nova Zelândia (Recorded Music NZ)                     | 23             |
| Suécia (Sverigetopplistan)                            | 14             |
| Reino Unido (UK Singles Chart)                        | 47             |

| Tabela musical (1982)              | Posição |
| ---------------------------------- | ------- |
| Austrália (Kent Music Report)      | 17      |
| Canadá (RPM Canada 100)            | 12      |
| Estados Unidos (Billboard Hot 100) | 63      |

## Versão de Fun Boy Three
No ano seguinte, o co-escritor Terry Hall regravou a canção com sua própria banda, Fun Boy Three. Ela foi incluída em seu segundo álbum, Waiting, e alcançou o número sete na UK Singles Chart e foi o último single da banda a ser lançado no Reino Unido, antes de sua separação em 1983. Vocais de fundo foram fornecidos pelo baterista da banda Mo-dettes, June Miles-Kingston, que também tocou bateria no single e no álbum Waiting.

### Lista de faixas e formatos
| 2x7" single (Chrysalis FUNB 1 + FBFRE 1) |                                                                                   |         |  |
| N.º                                      | Título                                                                            | Duração |  |
| 1.                                       | "Our Lips Are Sealed" (versão single)                                             | 2:51    |  |
| 2.                                       | "Our Lips Are Sealed" (versão Urdu)                                               | 3:50    |  |
| 3.                                       | "Going Home" (especialmente gravada para The Old Grey Whistle Test)               |         |  |
| 4.                                       | "We're Having All the Fun" (especialmente gravada para The Old Grey Whistle Test) |         |  |

| 12" single (Chrysalis 4V9-42689) |                                            |         |  |
| N.º                              | Título                                     | Duração |  |
| 1.                               | "Our Lips Are Sealed" (Special Club Remix) | 6:07    |  |
| 2.                               | "Our Lips Are Sealed" (versão single)      | 2:51    |  |
| 3.                               | "Our Lips Are Sealed" (versão Urdu)        | 3:50    |  |

| 12" single do Reino Unido (Chrysalis FUNBX 1) |                                         |         |  |
| N.º                                           | Título                                  | Duração |  |
| 1.                                            | "Our Lips Are Sealed" (versão remixada) | 6:00    |  |
| 2.                                            | "Our Lips Are Sealed" (versão single)   | 2:51    |  |
| 3.                                            | "Our Lips Are Sealed" (versão Urdu)     | 3:50    |  |

### Posições em tabelas
| Tabela musical (1983)                     | Melhor posição |
| ----------------------------------------- | -------------- |
| Irlanda (IRMA)                            | 13             |
| Reino Unido (The Official Charts Company) | 7              |

## Versão de Hilary e Haylie Duff
As irmãs Hilary e Haylie Duff gravaram uma versão da canção para compor a trilha sonora do filme A Cinderella Story, de 2004, no qual Hilary estrelou. A versão, gravada em dueto com Haylie, irmã de Duff e produzida por John Shanks, foi lançada como single nos Estados Unidos em junho de 2004. As irmãs Duff disseram em uma entrevista que queriam gravar algo juntas, e Hilary escolheu "Our Lips Are Sealed" porque o "secreto" da música está relacionado ao filme A Cinderella Story. Em julho de 2014, a música já havia vendido mais de 161 mil unidades nos Estados Unidos.

### Vídeo musical
O vídeo musical que acompanha o single foi dirigido por Chris Applebaum e filmado em Toronto, no Canadá, em maio de 2004. Semelhante ao vídeo gravado por The Go-Go's, ele mostra as irmãs Duff dirigindo pela cidade em um carro e brincando, e é intercalado com imagens de A Cinderella Story. Uma segunda versão do vídeo, que tem novas cenas e não é intercalada com cenas de A Cinderella Story, pode ser vista no DVD da edição deluxe do álbum Dignity.
Foi lançado em junho de 2004 e exibido nos canais MuchMusic no Canadá e na MTV nos EUA. Embora o vídeo tenha sido popular no programa da MTV, Total Request Live, o single em si foi menos bem sucedido do que a música original nos EUA, não conseguindo realizar uma entrada na Hot 100. Na Austrália, alcançou o número oito. A canção foi posteriormente incluída na compilação de Duff, Most Wanted (2005). Esta versão também foi incluída nas edições japonesa e australiana da segunda compilação de Hilary Duff, Best of Hilary Duff.

### Lista de faixas
1. "Our Lips Are Sealed" – 2:40
2. "Our Lips Are Sealed" (vídeo musical) – 2:50
3. A Cinderella Story (trailer do filme) – 1:44

### Posições
| Tabela musical (2004)   | Melhor posição |
| ----------------------- | -------------- |
| Austrália (ARIA Charts) | 8              |